# بني منين
قرية بنى منين هي إحدى القرى التابعة لمركز الفشن في محافظة بني سويف في جمهورية مصر العربية. حسب إحصاءات سنة 2006، بلغ إجمالي السكان في بنى منين 6740 نسمة، منهم 3493 رجل و3247 امرأة.